# مایرهوف
مایرهوف (به آلمانی: Mayrhof) یک منطقهٔ مسکونی در اتریش است که در ناحیه شاردینگ واقع شده‌است. مایرهوف ۵ کیلومتر مربع مساحت دارد ۴۳۰ متر بالاتر از سطح دریا واقع شده‌است.